# Wszystko przez tancerza
Wszystko przez tancerza (ang. Falling for a Dancer) – brytyjski film telewizyjny, oparty na noweli Deirdre Purcell. Na film składały się cztery pięćdziesięciominutowe epizody. Premiera w brytyjskiej telewizji miała miejsce 13 września 1998 roku. Akcja filmu osadzona jest w Irlandii w latach trzydziestych XX wieku.

## Obsada
- Brian McGrath – St. John Sullivan
- Colin Farrell – Daniel McCarthey
- Dermot Crowley – Neeley Scollard
- Elisabeth Dermot Walsh – Elizabeth
- Liam Cunningham – Mossie Sheehan
- Maureen O’Brien – Corinne Sullivan
- Rory Murray – George